# Inception/Nostalgia
Inception/Nostalgia è un album pubblicato nel 1970 di brani inediti registrati dai Bee Gees e prodotti da Nat Kipner nel 1966.

## Descrizione
Questo doppio album contiene un insieme di canzoni scritte dai fratelli Gibb con copertine autografate. Il primo LP del si intitola Inception e il secondo Nostalgia, da cui il titolo dell'album.

## Tracce
Inception
1. In the Morning – Morning of My Life
2. Like Nobody Else
3. Daydream
4. Lonely Winter
5. You're the Reason
6. Coalman
7. Butterfly
8. Storm
9. Lum-de-loo
10. You're Nobody Till Somebody Loves You
11. You Won't See Me
12. The End

Nostalgia
1. I'll Know What to Do
2. All By Myself
3. Ticket to Ride
4. I Love You Because
5. Paperback Writer
6. Somewhere
7. The Twelfth of Never
8. Forever
9. Top Hat
10. Hallelujah, I Love Her So
11. Terrible Way to Treat Your Baby
12. Exit Stage Right